# Yasuo Haruyama
Yasuo Haruyama (春山 泰雄, Haruyama Yasuo, né le 4 avril 1906 à Tokyo au Japon et mort le 17 juin 1987) est un footballeur japonais.